# 山口教授の"ホントの経済"
山口教授の"ホントの経済"（やまぐちきょうじゅのホントのけいざい）は朝日ニュースターの激論アリーナ枠内で放送されていた経済情報番組である。

## 内容
毎月第4土曜日の22時から24時に初回放送され、以後随時再放送。
番組は大学のゼミナールの雰囲気をテレビに持ち込んだ形式で展開し、経済についてのあらゆる問題・疑問点を有識者の解説を交えてわかり易く分析していくというものである。番組では司会を務める山口義行が属する立教大学のゼミナール生が登場し、活発な意見交換もなされる。また成長の著しい中小企業やNPO法人の経営者を迎えてその経営哲学を学ぶ。
朝日ニュースターがテレビ朝日直営となることに伴う抜本的な番組改正に伴い、2012年3月で終了した。
この番組の授業内容をまとめた書籍が同年4月に発行された。

## 出演
- 司会　山口義行（立教大学教授）、野村真季（テレビ朝日）
- アシスタント　柳田のぞみ（中小企業ネットワーク）